# Sandra Roma
Sandra Roma (Stoccolma, 31 marzo 1990) è una tennista svedese.

## Biografia
Ha partecipato all'Open di Francia 2007 - Doppio ragazze con Nikola Hofmanová, non ottenendo però buoni risultati, mentre nello stesso anno al Torneo di Wimbledon 2007 - Doppio ragazze sempre con la Hofmanová è arrivata in semifinale perdendo poi con Anastasija Pavljučenkova e Urszula Radwańska che poi hanno vinto la competizione.
L'anno successivo ha vinto il US Open 2008 - Doppio ragazze insieme alla compagna Noppawan Lertcheewakarn sconfiggendo in finale con il punteggio di 6–0, 6–2 Mallory Burdette e Sloane Stephens. In singolare ha partecipato anche all'edizione singolo venendo sconfitta però da Elena Bogdan.

## Grand Slam Junior

### Doppio

#### Vittorie (1)
| Tornei del Grande Slam  |
| ----------------------- |
| Australian Open (0)     |
| Open di Francia (0)     |
| Torneo di Wimbledon (0) |
| US Open (1)             |

| N. | Data             | Torneo            | Superficie | Compagna                | Avversarie in finale             | Punteggio |
| 1. | 6 settembre 2008 | US Open, New York | Cemento    | Noppawan Lertcheewakarn | Mallory Burdette Sloane Stephens | 6-0, 6-2  |